# Geschichte von Bad Laasphe
Hier wird die Geschichte der heutigen Kernstadt von Bad Laasphe bis zum Ende des Alten Reiches 1806 dargestellt, die im 13. Jahrhundert von den Grafen von Wittgenstein Stadtrechte erhielt und immer wieder als Residenz verschiedener Linien der Grafen und späteren Fürsten von Sayn-Wittgenstein fungierte.

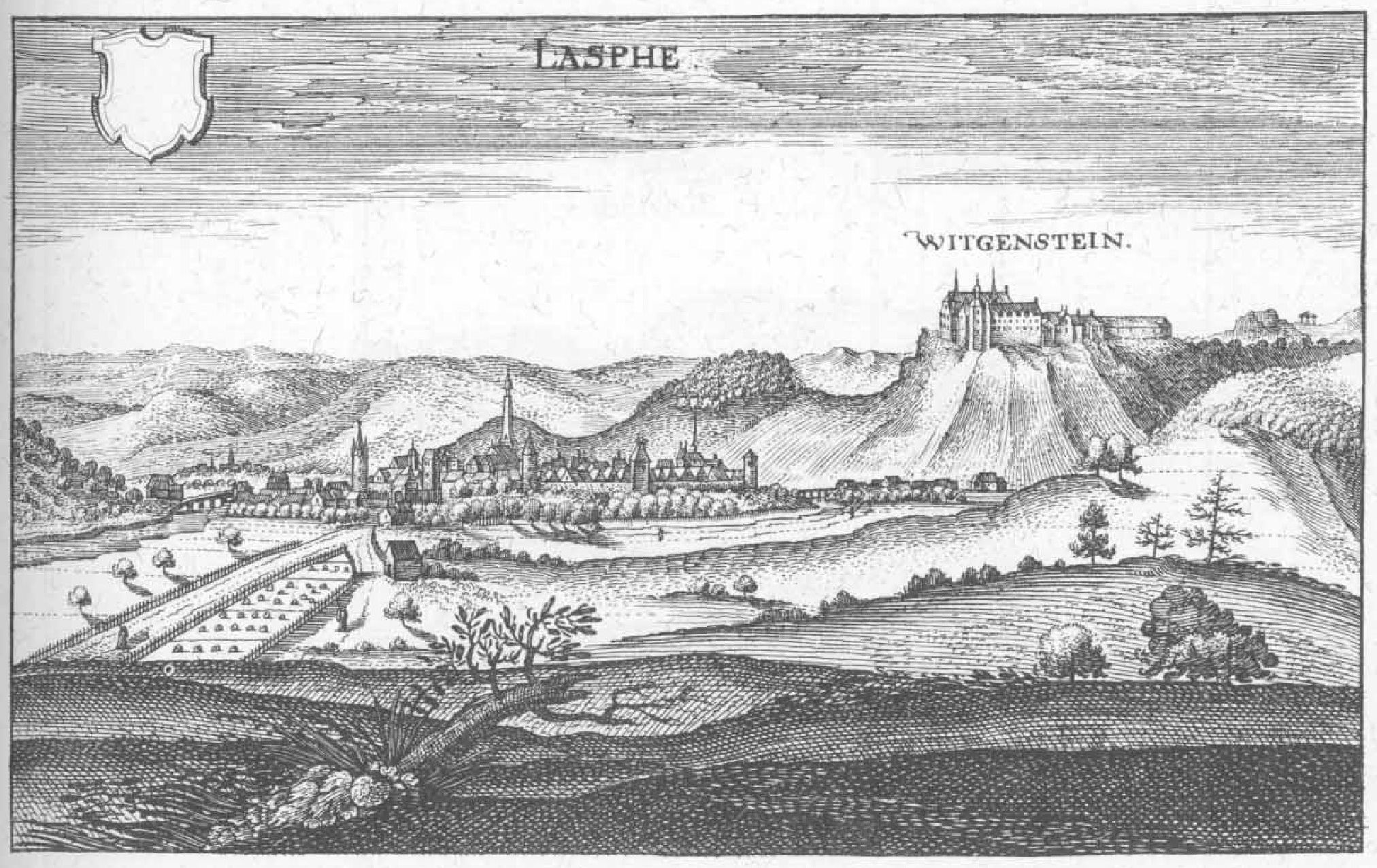
Stadtansicht von Laasphe mit Schloss Wittgenstein von Matthäus Merian in seiner Topographia Hassiae aus dem Jahre 1655

## Frühes und hohes Mittelalter
Der Ort Laasphe wird zuerst im Jahre 780 in einem Verzeichnis des Klosters Fulda als „villa lassaffa“ erwähnt. Damals war das Gebiet der späteren Grafschaft Wittgenstein noch sehr dünn besiedelt und wurde vermutlich gerade unter der neuen Königsfamilie der Karolinger als Grenzmark gegen die Sachsen im Norden ausgebaut. Vermutlich muss man unter der genannten „villa lasaffa“ einen der damals typischen Fronhöfe verstehen, auf dem mit unfreien Knechten und Mägden sowie einigen in der Umgebung siedelnden hörigen Bauern gewirtschaftet wurde. Diese sogenannte Villikation stand nach Vergleichsbeispielen zu urteilen unter der Leitung eines Verwalters (Villicus = Meier).
Der Fronhof war auf einem etwas erhöhten Schwemmkegel südlich des namensgebenden Laasphebaches angelegt worden, dessen Name selbst älteres keltisches Namensgut überliefert. Wahrscheinlich bildet die rundliche Siedlungsstruktur um die heutige Laaspher Stadtkirche noch die Siedlungsstruktur des Fronhofes ab. Die Siedlung wurde seelsorgerisch von der Urpfarrei im südlich gelegenen, etwa 7 km entfernten Breidenbach aus betreut, aus deren Pfarrverbund sie erst später herausgelöst wurde.
Die intensive Besiedlung des Wittgensteiner Gebietes setzte als externe Kolonisationsbewegung aus dem östlich benachbarten Hessen erst um 900 ein. Zuerst wurden die landwirtschaftlich günstigen Tallagen mit einzelnen Höfen oder kleinen Hofgruppen besiedelt; danach folgten bis etwa um 1000 auch die meisten der ungünstigeren, d. h. in der Regel höhergelegenen Siedlungslagen. Es ist anzunehmen, dass der karolingische Fronhof an der Laasphemündung auch in dieser Zeit seine alte Mittelpunktsfunktion beibehielt und hier eine oder mehrere Adelsfamilien im Zentrum ihres Grundbesitzes lebten.

## Stadtgründung im hohen Mittelalter
Um die Mitte des zwölften Jahrhunderts wurde oberhalb von Laasphe und südlich der alten karolingischen Befestigung der „Alten Burg“ eine neue Höhenburg Wittgenstein (=Widechinstein/Wittekindstein) errichtet, die bald darauf als Kernort einer kleinen Grafschaft fungierte. Der Besitz stammte vermutlich aus den Gütern der Grafen von Ziegenhain und diente einem familiär mit diesen verbundenen und ab 1174 nachweisbaren Grafen Werner I. als neuer namensgebender Wohnsitz. Die neue Grafenburg und die ältere Siedlung Laasphe lagen an einer nordsüdlich ausgerichteten Straßenverbindung, die den Breitenbacher Grund mit der großen Ost-West-Straße vom Rheinland nach Thüringen auf der Wasserscheide des Rothaargebirges verband. Der ehemalige Fronhofverband in Laasphe dürfte nach Vergleichsbeispielen zu urteilen damals zunehmend aufgelöst und unter hörige Untertanen zur eigenen Bewirtschaftung aufgeteilt worden sein, sodass sich erste zentrale Marktfunktionen unter der Aufsicht der neuen Grafen von Wittgenstein ausgebildet haben könnten. Über die Siedlungsstruktur von Laasphe aus dieser Zeit ist nichts bekannt; es ist mit einer unregelmäßigen Verteilung von Hofstellen westlich des alten Herrenhofes um eine Kirche zu rechnen, die keine Spuren hinterlassen haben.
Als im späten 12. und frühen 13. Jahrhundert eine Welle von Stadtgründungen in Mitteleuropa das Potenzial dieses wirtschaftlichen und sozialen Konzeptes bewies, fasste der Enkel des ersten Grafen, Graf Siegfried I. von Wittgenstein (reg. 1234–nach 1283), den Plan, die Siedlung Laasphe zu einer Stadt mit eigener Verfassung und verteidigungsfähiger Abgrenzung zum Umland hin auszubauen. Der genaue Zeitpunkt dafür ist unbekannt; es ist davon auszugehen, dass eine Erbteilung mit Sigfrieds Bruder Widekind II. von Battenberg bald nach 1238 die Voraussetzung zu dieser Herrschaftsintensivierung bildete. Im Jahre 1277 wird Laasphe beiläufig als Stadt im Rechtssinn bezeugt; eine offizielle Gründungsurkunde ist nicht überliefert.

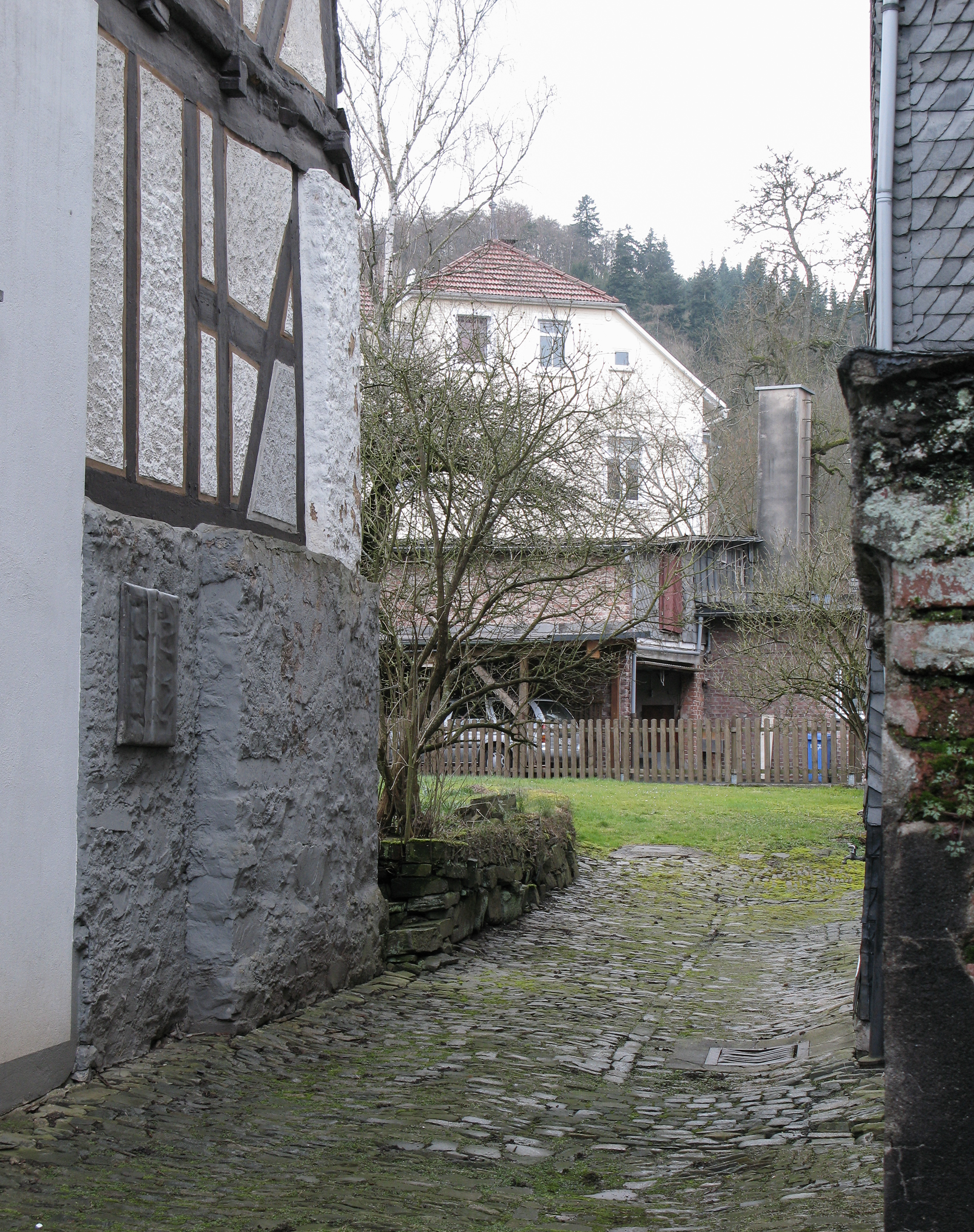
Historisches Bürgerhaus in der Wallstr. 63 mit Rest der westlichen Stadtmauer

Der Stadtkern von Bad Laasphe mit seinen parallel von dem Kirchhügel aus in westliche Richtung verlaufenden Straßen (heute Wallstraße, Steinweg und Königsstraße; die Mauerstraße wurde teilweise erst im 19. Jahrhundert angelegt) belegt, dass hier ein planmäßiger Siedlungsprozess stattgefunden hat. Entlang eines langgestreckten Straßen- und Marktraumes waren ungefähr gleich große Parzellen ausgegeben worden. Wie genau der erste Stadtgrundriss des 13. Jahrhunderts ausgesehen hat, ist ohne archäologische Grabungen nicht festzustellen. Auffällig ist die Reihung von etwa gleich breiten, deutlich lang gestreckten Grundstücken entlang einer west-östlich verlaufenden Verkehrsachse, die sowohl Hofstellen im Stadtgebiet als auch direkt angrenzende Gärten und Ackerland in Richtung der Talränder umfassten und später durch die Stadtmauer geteilt wurden. Wann Laasphe diese steinerne Befestigung erhalten hat, ist ebenso unklar. Vermutlich hat es einige Zeit gedauert, bis die wirtschaftliche Potenz dazu vorhanden war, sodass man nach anderen Beispielen mit dem frühen 14. Jahrhundert rechnen kann, in dem die später urkundlich, bildlich und archäologisch nachweisbare rechteckige Stadtmauer mit zwei Toren im Westen und Osten, vier runden Ecktürmen und zwei weiteren Türmen an den Langseiten errichtet wurde.

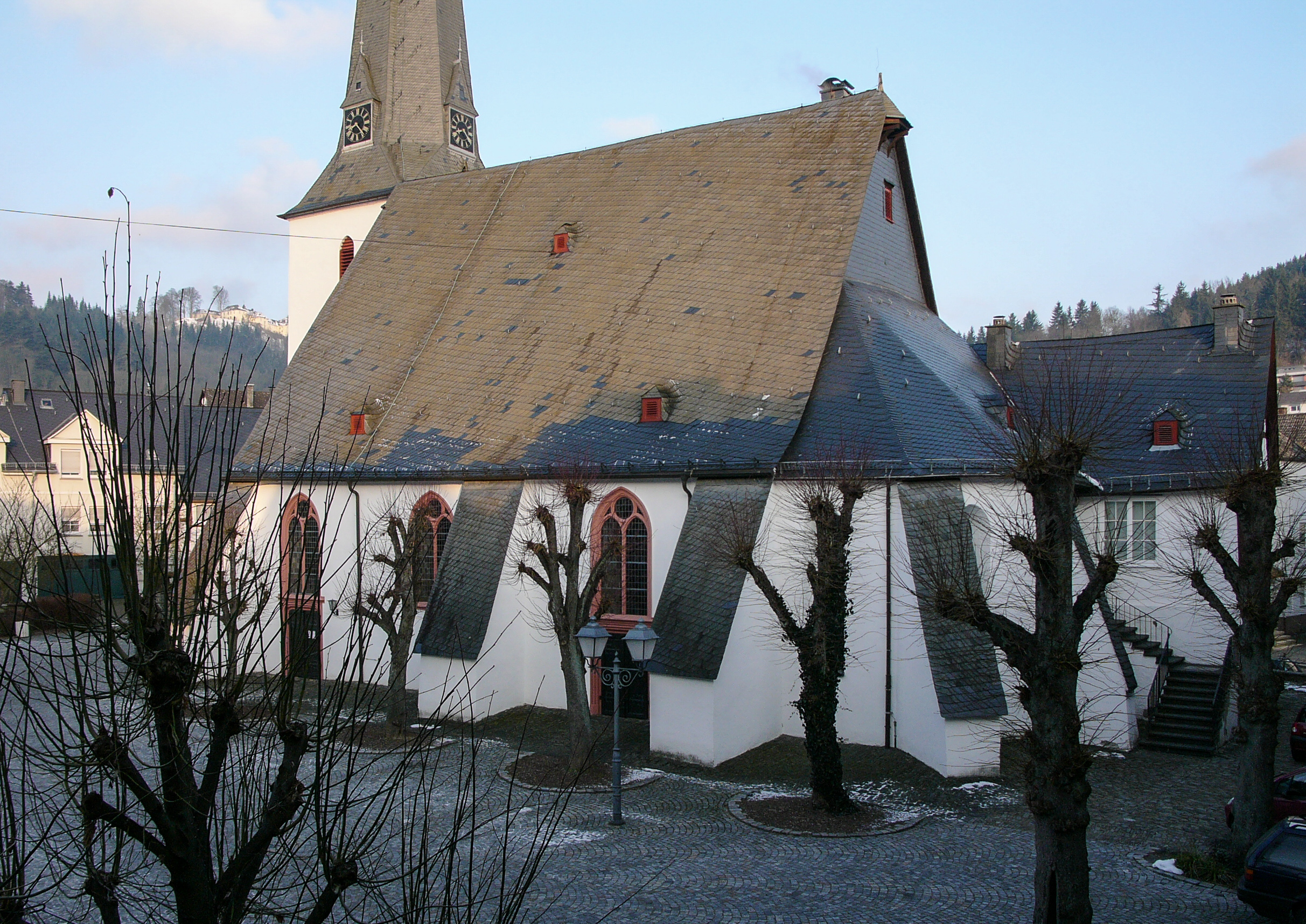
Stadtkirche von Bad Laasphe aus dem 13. Jahrhundert mit Umbauten aus dem 19. Jahrhundert (Portale/Fenster)

Unklar ist die präzise Bauzeit der noch im Wesentlichen erhaltenen vermutlich ersten steinernen Kirche. Die heutige Laaspher Stadtkirche umfasst auf der Nordseite eine zuerst errichtete Saalkirche in romanischen Formen mit einem eingezogenen Rechteckchor. Der Turm selber wird in einer Urkunde um 1237 bezeugt, entstand also vermutlich vor Gründung der Stadt. Wenig später wurde auf der Südseite ein weiteres Schiff mit polygonalem Chor angebaut. Der Anlass dazu wird die Neugründung von Laasphe als Stadt durch Graf Siegfried I. von Wittgenstein gewesen sein, der damit auch als Hauptbauherr der Erweiterung infrage kommt. Damit entstand eine gewölbte zweischiffige Hallenkirche.

## Spätes Mittelalter

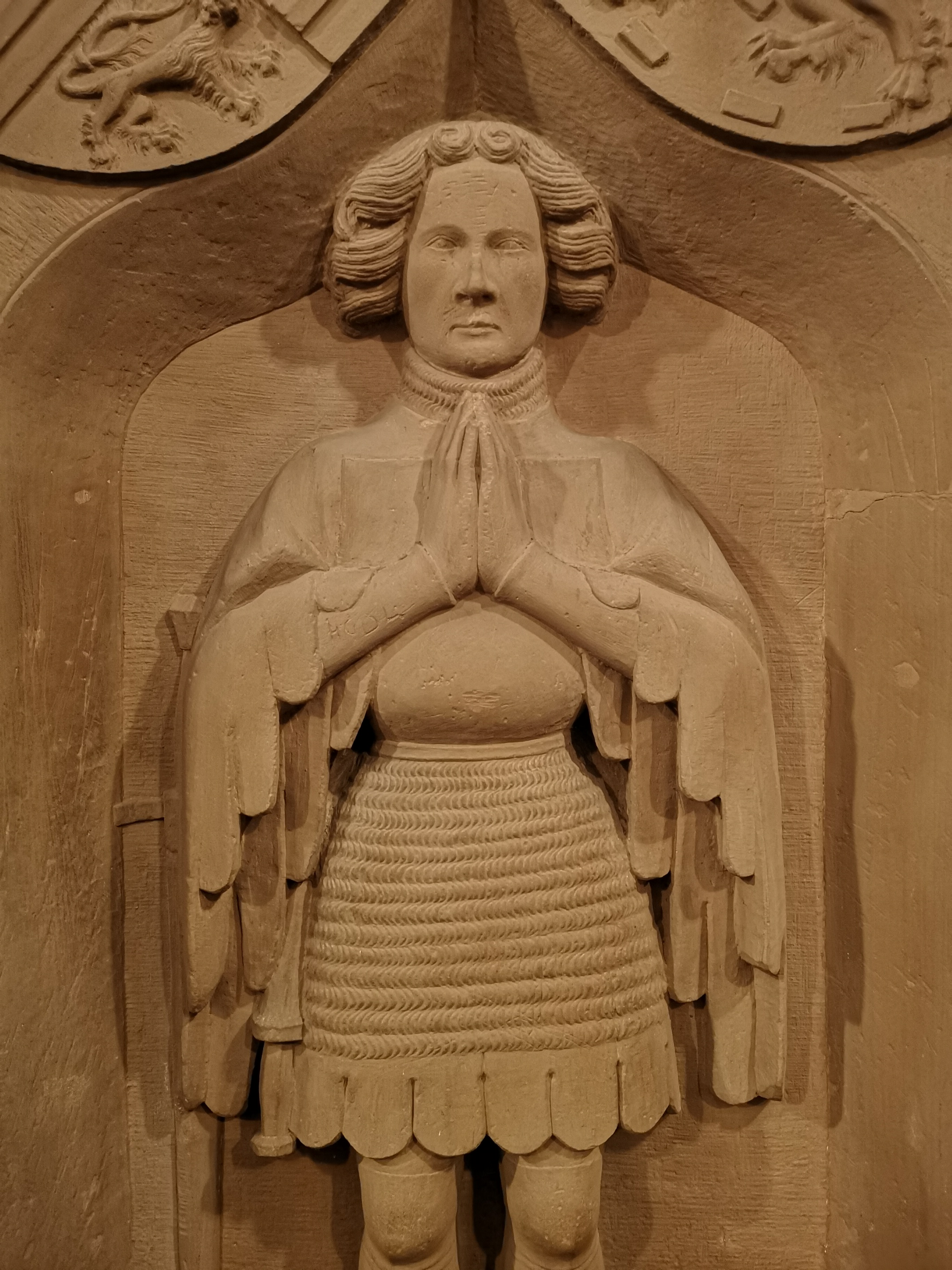
Graf Johann IV. von Sayn-Wittgenstein (gest. 1412) auf seiner Grabplatte (Detail)

Die erste Stadtgemeinde des 13. Jahrhunderts hat nach Vergleichsbeispielen zu urteilen noch keinen Bürgermeister als eigenständiges Verwaltungsoberhaupt besessen. Von entscheidender Bedeutung war lange Zeit die Rolle der Grafenfamilie als Stadtherren, die auf Schloss Wittgenstein direkt oberhalb der Stadt ihren Stammsitz besaßen und für die die Stadt eine wichtige Ressource ihrer Hofhaltung darstellte. In der Reihe der regierenden Grafen sind im späten Mittelalter zu finden: Salentin von Sayn, Graf zu Wittgenstein (um 1310 – um 1392), Johann IV. von Sayn, Graf zu Wittgenstein (gest. um 1436), Georg von Sayn, Graf zu Wittgenstein (um 1400 – 1472), Eberhard von Sayn, Graf zu Wittgenstein (1425 – 1494) und sein Bruder Johann, der später in den geistlichen Stand übertrat sowie Wilhelm von Sayn, Graf zu Wittgenstein (1488 – 1570), der nach dem Tod seines Bruders Johann VII. 1551 wieder die gesamte Grafschaft vereinigte. Zeitweise litten die Grafen unter solchem Geldmangel, dass sie die Grafschaft Ende des 14. Jahrhunderts mit der Stadt auf mehrere Jahrzehnte verpfänden mussten.
Die Stadt Laasphe wurde von einem direkt durch das Grafenhaus eingesetzten Richterkollegium unter dem Vorsitz des Schultheißen als gräflichem Beamten verwaltet und konnte in diesem Rahmen eine gewisse Selbstverwaltung erreichen. Die Schöffen des Kollegiums wurden auf Lebenszeit benannt. Im späten Mittelalter sind die Namen einiger Schöffenfamilien überliefert, die gleichzeitig im Laufe der Zeit auch Funktionen eines Stadtrates übernahmen. Einen vom Richteramt unabhängigen Stadtrat hat Laasphe erst in der Neuzeit ausgebildet. Im Laufe des 14. Jahrhunderts wurde aber die Funktion des gräflichen Schultheißen auf seine Richterfunktion beschränkt, und seit 1357 ist zusätzlich ein Bürgermeister als Selbstverwaltungsorgan und Stadtoberhaupt nachweisbar, dem bald ein Unterbürgermeister zur Seite stand. Die in großen Städten seit dem 14. Jahrhundert immer drängenderen Kräfte für eine Öffnung der Stadtverwaltung zugunsten einer breiteren Mittelschicht, d. h. vor allem konkret der organisierten Handwerkerschaft, waren in Laasphe aufgrund der Kleinheit nur eingeschränkt vorhanden; im 15. Jahrhundert werden jedoch unter den Zünften Wollweberzunft und Schneiderzunft genannt.
Die Laaspher Stadtgemeinde setzte sich seit ihrer Gründung im 13. Jahrhundert aus verschiedenen sozialen Gruppen zusammen, wie man es auch von vergleichbaren Städten der Umgebung kennt. In der Frühzeit wird sich der Kreis der führenden und die Verwaltung der Stadt dominierenden Familien vor allem aus dem Wittgensteiner Grafenhaus verbundenen Ministerialen zusammengesetzt haben. Diese Familien bildeten in der Folgezeit über die Generationen hinweg einen Kreis der sogenannten schöffen- bzw. ratsfähigen Geschlechter, die in größeren Städten als Patriziat bezeichnet werden, in kleineren als Meliorat oder Ehrbarkeit aber ein ähnliches soziales Phänomen bezeichnen. In der Regel handelte es sich auch um einen zur Abschließung tendierenden Heiratskreis, der Verbindungen mit den in etwa gleichrangigen Eliten im Umland pflegte. Aus den Überlieferungen des späten Mittelalters kann man für Laasphe zu diesem Kreis u. a. die Familien (von) Hesselbach, (von) Banf, Wolffart, Hülscher, Schobel (Schöbel), Achenbach, Herbertzhausen und Hahn zählen. In der Regel verfügten die Familien über kleinere agrarische Mannlehen der benachbarten Adelsfamilien, die ihnen eine gewisse Abkömmlichkeit von der Erwerbstätigkeit zugunsten einer (ehrenamtlichen) Betätigung in der städtischen Politik ermöglichten und vermutlich auch eine Distanz zu der als minderwertig empfundenen Handarbeit herstellten. Diejenigen Familien aus dem ursprünglich abhängigen und rechtlich unfreien Ministerialenkreis der Umgebung, die über größeren Landbesitz verfügten und sich im Kriegsdienst hervortaten, stiegen im Laufe des 14. Jahrhunderts in den Stand des niederen Adels auf. Als der Grafenburg zugeordnete niederadelige Burgmannen dürften sie nach Vergleichsfällen zu urteilen in der Frühzeit auch in Laasphe ihre Wohnsitze (Burgmannensitze) gehabt haben. Hier kann mit den Familien von Feudingen, von Hohenfels (1321), Ringk (Burgsitz bis 1481 nachgewiesen) und von Achenbach (Rorich von Achenbach gen. vom Dornhof 1361) gerechnet werden, deren Rolle in Bezug auf Laasphe jedoch historisch noch zu klären ist. Ab dem 16. Jahrhundert lebten keine niederadeligen Burgmannenfamilien mehr in der Stadt Laasphe.
Neben dieser Gruppe der stadtbezogenen Elite lebten in Laasphe Handwerkerfamilien, die vor allem für den Bedarf des umliegenden Territoriums arbeiteten. Die Stadt Laasphe erzielte im Laufe des späten Mittelalters einen nachweisbaren Wohlstand, der sich heute vor allen Dingen im substantiellen Universitätsbesuch zeigt. Im 15. Jahrhundert sind als Studenten aus Laaspher Familie bezeugt: 1449 Eynolphus Banf, der später zwischen 1474 und 1482 als Pfarrer in Laasphe tätig war, 1474 Balthasar Banf, 1476 Heiderich Banf, 1485 Vulpertus Banf, 1486 Gerlasius Banf, 1491 Eynolphus Banf, Johannes Hahn 1467, Gilbert Hahn 1474, Paul Herbertzhausen 1495, Johann Herbertzhausen 1499, Johann Hesselbach 1457, Heidenreich Hesselbach 1479, Eckhard Hülscher 1460, Paul Hülscher 1490, Konrad Schöbel 1417, Johann Schöbel 1473, Johann Wolfarth 1403, Paul Wolfarth 1454. Hauptstudienort für den Laaspher Nachwuchs war die Universität Erfurt. Da das Universitätsstudium damals mit vergleichsweise hohen Kosten verbunden war und die Abkömmlichkeit von Teilen der jungen Generation von der Erwerbstätigkeit voraussetzte, belegt es die prosperierende Wirtschaft der Stadt Laasphe und die für diese Zeit sonst nur schwer nachweisbaren überregionalen Kontakte ihrer Bewohner. Vereinzelt sind auch Kontakte in andere benachbarte Städte erkennbar, indem zum Beispiel ein Zweig der Familie Banf ab 1445 im Schöffenkollegium des benachbarten Biedenkopf belegt ist oder ab dem 16. Jahrhundert ein Zweig der Familie Hesselbach dort zu den ratsfähigen Familien zählte. Bekanntestes Ergebnis dieser Bildungskultur war der um 1434 in Laasphe geborene Theologe und mehrfache Erfurter Universitätsrektor Johannes Bonemilch, der von 1489 bis 1508 auch als Weihbischof in Erfurt wirkte. Das gestiegene Selbstbewusstsein der Handwerkerfamilien schlug sich aber nicht nur sozial, sondern bald auch politisch nieder, da es ihnen mit den „Gemeinsmännern“ gelang, eine eigene Vertretung gegenüber dem Stadtrat durchzusetzen. Wahrscheinlich wurden diese vier Personen wie im benachbarten Berleburg in den Stadtvierteln gewählt.

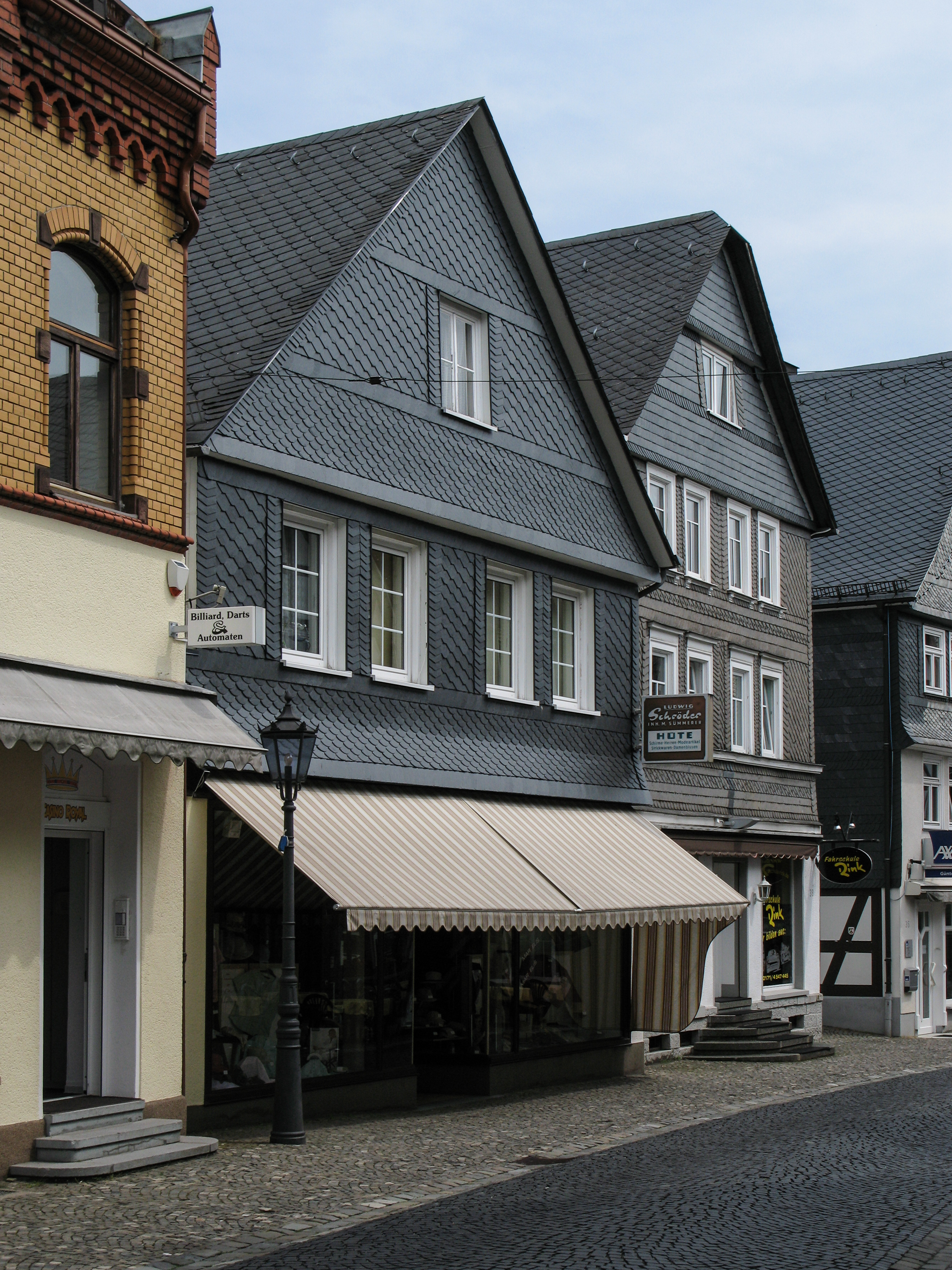
Laasphe, Haus Königsstraße Nr. 40, im Kern aus dem frühen 16. Jahrhundert

Die hölzerne Bauweise der städtischen Fachwerkhäuser in Laasphe führte immer wieder zu Stadtbränden, von denen der letzte großflächige im Jahre 1506 bezeugt ist. Von dem sicherlich damals sogleich einsetzenden Wiederaufbau ist mindestens noch ein Haus in der Laaspher Altstadt erhalten (heute Königstraße Nr. 40). Das Haus zeigt in der östlichen Außenwand noch die altertümlichen Konstruktionsmerkmale einer geschossübergreifenden Ständerbauweise und konnte mit einem zentralen Balken dendrochronologisch auf den Winter 1508/09 datiert werden. Dieser Befund deutet an, dass Laasphe damals vor allem mit lang gestreckten und zwei Geschosse besitzenden Bürgerhäusern bebaut war, die sich mit dem Giebel zur Straße ausrichteten. Ohne weitergehende Bauforschung und archäologische Untersuchungen bleibt jedoch unklar, welche Grundstücke und Straßenräume damals am Ende des Mittelalters existierten. Die erste Bürgerliste ist als Türkensteuerliste aus dem Jahre 1532 überliefert und führt 94 Haushalte auf.

## Die Reformationszeit

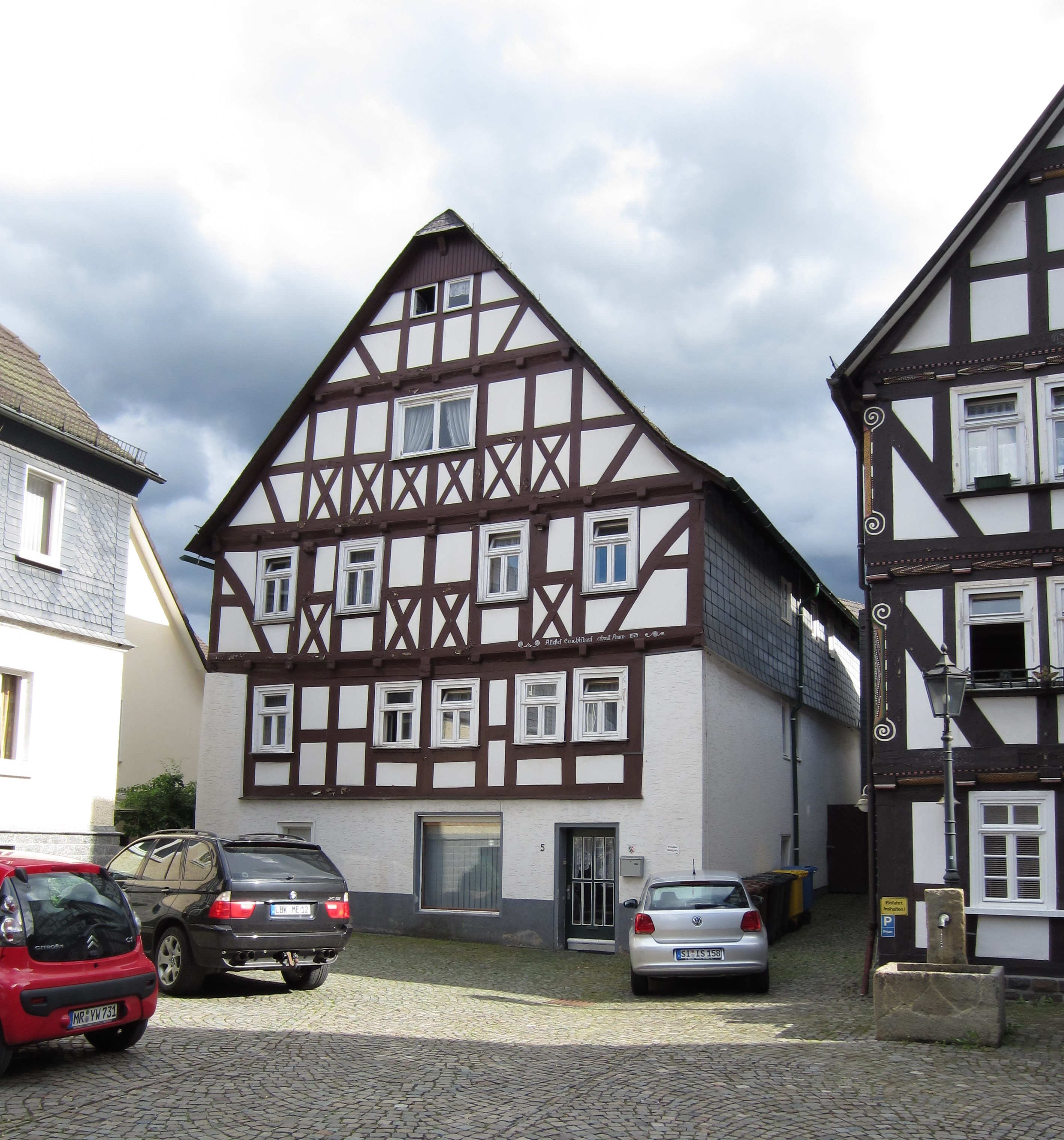
Haus Wallstr. Nr. 5 aus dem 16. Jahrhundert mit älteren steinernen Bauteilen

Der größte Einschnitt im überlieferten Leben dieser Stadt war am Übergang vom Mittelalter zur frühen Neuzeit die Reformation. Auf Schloss Wittgenstein führten Graf Wilhelm der Ältere und Gräfin Johannetta aus dem Haus Isenburg-Grenzau vermutlich 1551 erste reformatorische Veränderungen ein. Der erste evangelische Pastor in Laasphe wurde 1552 Nikolaus Zell (Cellius) aus Treysa. 1555 wurde eine erste evangelische Kirchenordnung für die Grafschaft und damit auch für Laasphe erlassen.
1558 übernahm der hoch gebildete Graf Ludwig d. Ä. (1532–1605) die Regierungsgeschäfte in der Grafschaft Wittgenstein und setzte sich in der Folgezeit aktiv für eine stärker calvinistisch ausgerichtete Kirchenpolitik in Verbindung mit den Territorien der Kurpfalz und der Grafschaft Nassau ein. Eine neue Kirchenordnung von 1578 trug nun deutliche reformierte Züge. Auf Zell folgte 1564 als Laaspher Pfarrer Bartholomäus Grenzenbach d. J. aus Treysa. Zu seinem Nachfolger wurde 1583 der profilierte Theologe und begabte Organisator Dr. Paul Crocius, der mit der Führung des erhaltenen Kirchenbuches für die Laaspher Pfarre begann und die Einkünfte der Pfarrei ordnete.
Von den alten Schöffen- und Ratsfamilien haben in der Reformationszeit vor allem die Banff und die Hesselbach ihre alte Stellung beibehalten können. Führungsrollen wurden nun auch von einigen neu in die Stadt gezogenen Familien eingenommen: Schütz, Bilgen, Streithoff, Wehn, Rumpf. In der Regel standen sie auch in Verbindung mit dem Grafenhaus.
Seit dieser Zeit ist das intellektuelle Leben in Laasphe aufgrund einer Vielzahl von Quellen genauer zu überblicken. Laasphe besaß eine lateinische und eine deutsche Schule. Pfarrer Paul Crocius selbst hatte die Tochter der Gelehrtenfamilie Roding geheiratet, die vor allem in Marburg wirkte und besaß damit enge Verbindungen zu dieser Universitätsstadt und damaligen landgräflichen Residenz. Aber auch in den anderen Familien der städtischen Elite setzte sich der Universitätsbesuch des späten Mittelalters fort. Ein ursprünglich für das Seelenheil der Nachkommen der Familie Hülscher eingerichtetes Stipendiums wurde unter Aufsicht des Grafen in eine Unterstützung zum Studium geeigneter Nachkommen umgewandelt. Der in Laasphe geborene Christian Rumpf beispielsweise stieg zum Leibarzt des pfälzischen Kurfürsten Friedrichs V. in Heidelberg auf und folgte ihm dann später in das niederländische Exil.

## Laasphe als Residenzstadt der südlichen Grafschaft Wittgenstein

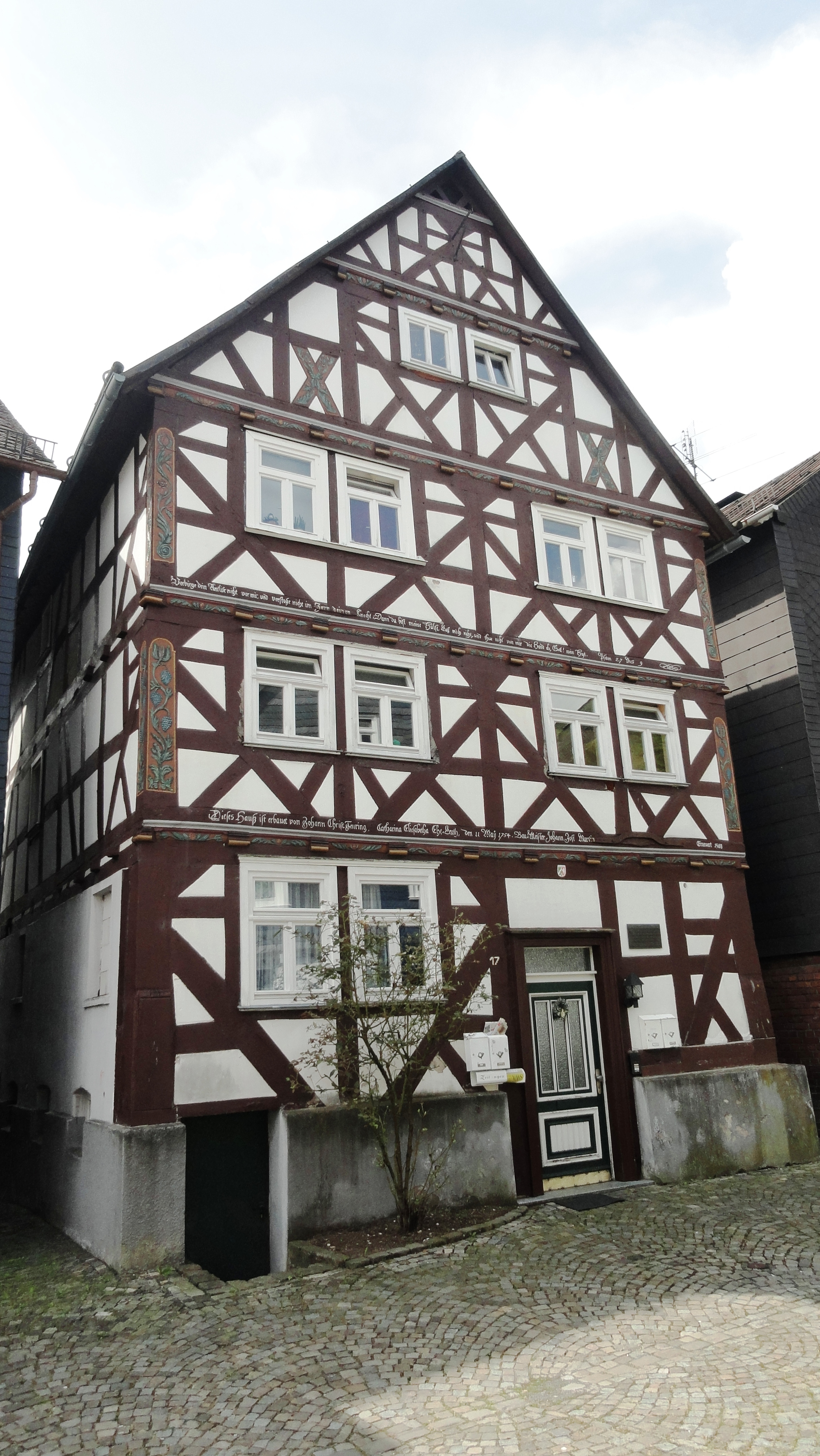
Steinweg Nr. 17 Bad Laasphe aus der Zeit um 1700

Grundsätzlich war es die Funktion von Laasphe als gräfliche Residenz, die das kleine Städtchen schon im Mittelalter über vergleichbare städtische Ansiedlungen hinausgehoben hatte, und immer wieder spezielle Funktionen und auswärtige Persönlichkeiten in die Stadt brachte. Hatte Graf Ludwig d. Ä. noch seine Residenz in das nördlich gelegene Berleburg verlegt, so führte die Teilung der Grafschaft unter seine Söhne dazu, dass Laasphe ab 1605 wieder als Residenz einer Wittgensteiner Grafenlinie fungierte.
Graf Ludwig II. (der Jüngere) von Sayn-Wittgenstein-Wittgenstein (1571–1634) war noch 1610 kurpfälzischer Amtmann in Simmern und bezog erst 1620 die alte Grafenburg über Laasphe. Zunächst führte die Ereignisse des Dreißigjährigen Krieges dazu, dass sich zum einen die Funktion als gräfliche Residenz noch nicht gleich entfalten konnte, zum anderen wurde Laasphe in seiner Wirtschaftstätigkeit schwer getroffen durch ab den 1620er Jahren zunehmende Truppendurchzüge, Beschlagnahmungen und mit dem Krieg verbundene Seuchen.
Graf Johann VIII. (1601–1657) versuchte, ab 1643 bis zu seinem Tode in brandenburgischen Diensten stehend, aus der Ferne die Folgen des Dreißigjährigen Krieges für Laasphe abzumildern. Erst langsam etablierte sich Laasphe als fester Wohnsitz der regierenden Grafen. Nachfolger war Ludwig Christian (1629–1683). Ihm folgte Graf Gustav (1634–1705) und diesem Graf Heinrich Albrecht (1658–1723). Da dieser aber keine Kinder besaß, folgte sein Bruder Graf August (1664–1735) und dann dessen Sohn Karl Friedrich Wilhelm (Berlin 1708–1756).
Heute zeigt die Bausubstanz der Altstadt von Laasphe, dass es in wenigen Jahrzehnten nach dem Dreißigjährigen Krieg gelang, die Stadt wieder zu einem prosperierenden wirtschaftlichen Zentrum zu machen. Ein Großteil der älteren Gebäude stammt heute aus der Zeit nach etwa 1680, wie die Liste der Baudenkmäler in Bad Laasphe zeigt. Ein Grund dafür war ein verheerender Stadtbrand im südöstlichen Viertel der Stadt, der 1683 die Häuser um den Kirchplatz vernichtete. Die damals errichteten Häuser wie z. B. das Doppelhaus Kirchplatz 16/18 sind auffällig geräumig, besitzen in der Regel drei Vollgeschosse und sind mit dem Giebel zur Straße hin ausgerichtet. Abweichend davon entstanden mit den beiden Häusern des ersten und zweiten Pfarrers am Kirchplatz und dem benachbarten Haus einer Rentmeisterwitwe auch Gebäude, die ihren Dachfirst parallel zur Straße ausrichteten und damit eine repräsentative Fassade in breitgelagerte Form ausbilden, wie es auch an anderen Orten in deutschen Städten damals Mode wurde. Es war aber nicht nur dieser Stadtbrand 1683, der zu solchen stattlichen Neubauten führte, sondern auch in anderen Teilen der Stadt entstanden neue Fachwerkhäuser, so das traufständige Haus Königstraße 48 mit seinem modernen Zwerchhaus im Dachbereich. Seit dem späten 16. Jahrhundert sind die Besitzer der Laasphe Häuser fast durchgehend in ihrer Abfolge bekannt.

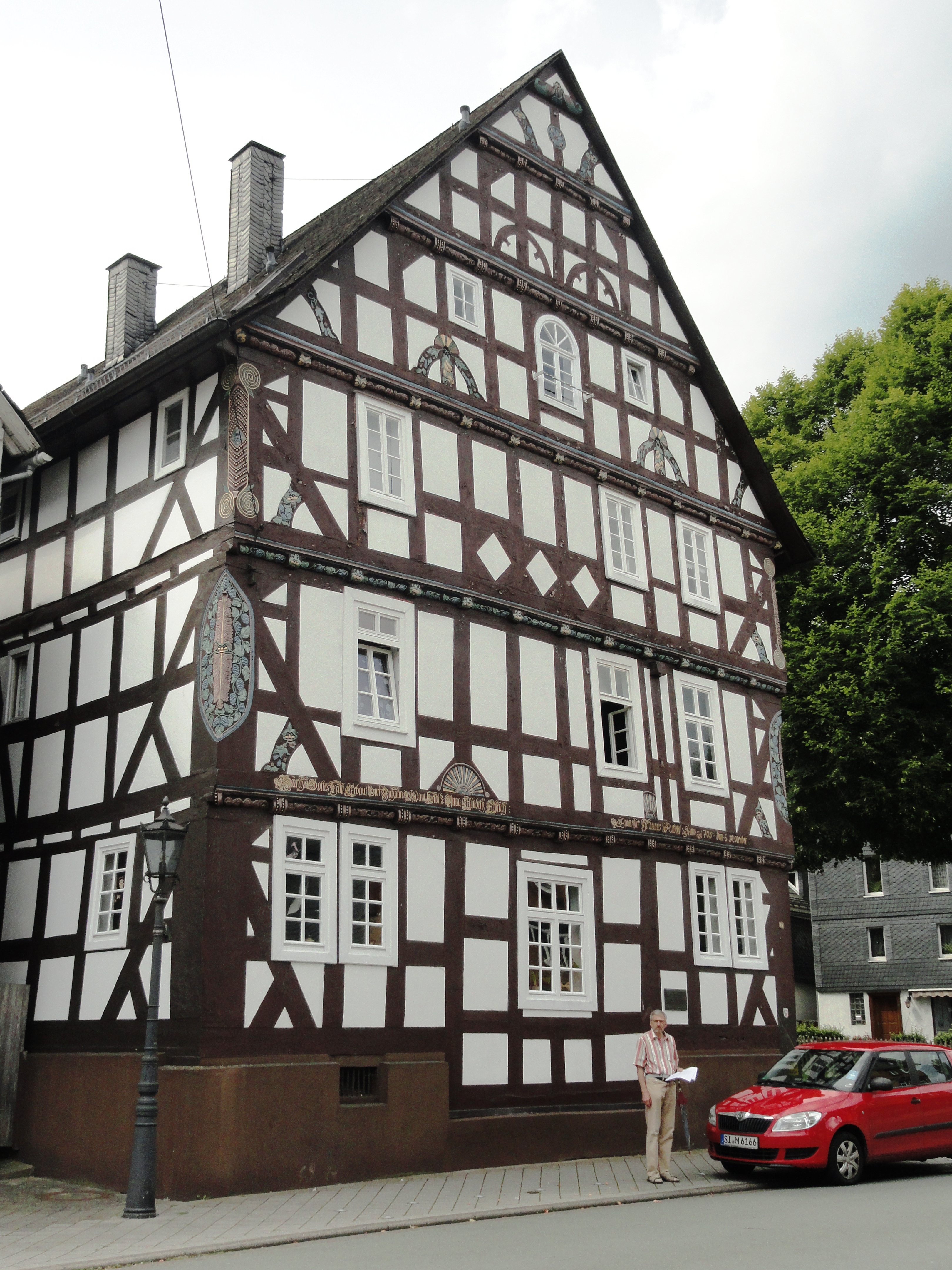
Eines der ersten Wohnhäuser vor der Stadtmauer: Das Stoltz'sche Haus in der Königstraße 49 von 1705

Ab dem Beginn des 18. Jahrhunderts wurde zudem die Schutzlinie der Stadtmauer überschritten und erste Häuser an den westlichen und östlichen Ausfallstraßen vor den Toren errichtet, ebenso wurden zunehmend die Scheunen dorthin ausgelagert. Damals entstand im Westen der ummauerten Stadt das Stoltz'sche Haus (Königstraße 49) mit seinen imposanten drei Vollgeschossen und einer reichen Verzierung auf den Balken, die von dem Zimmermann Mannus Riedesel ausgeführt wurde. Im Süden der Altstadt entstand neben der sicherlich schon recht alten Mühle ein gräfliches Jagdzeughaus als eingeschossiger Bau in Stein (nicht erhalten). Daneben gab es Gebäude für die Einnahme des Straßenzolls und auch erste Ansätze zur Errichtung einer Manufaktur.